# Tetrapanax papyrifer
Tetrapanax papyrifer é uma espécie de planta com flor pertencente à família Araliaceae. 
A autoridade científica da espécie é (Hook.) K.Koch, tendo sido publicada em Wochenschrift für Gärtnerei und Pflanzenkunde 2: 371. 1859.

## Portugal
Trata-se de uma espécie presente no território português, nomeadamente no Arquipélago dos Açores.
Em termos de naturalidade é introduzida na região atrás indicada.

## Protecção
Não se encontra protegida por legislação portuguesa ou da Comunidade Europeia.